# Plasa Mălini, județul Baia
Plasa Mălini (între 1925 și 1950) a fost o unitate administrativă sub-divizionară de ordin doi în cadrul județului Baia (interbelic). Reședință de plasă era localitatea Mălini.

## Descriere
Plasa Mălini (plasa Moldova fusese divizată în alte două plăși, Boroaia și Mălini în 1925) a funcționat între anii 1925 și 1950. Prin Legea nr. 5 din 6 septembrie 1950 au fost desființate județele și plășile din țară, pentru a fi înlocuite cu regiuni și raioane, unități administrative organizate după model sovietic.